# کارلا سوفیا گاسکون
کارلا سوفیا گاسکون (انگلیسی: Karla Sofía Gascón؛ زادهٔ ۳۱ مارس ۱۹۷۲) بازیگر اسپانیایی است. او در چندین فیلم و تله‌نوولا مانند ارباب آسمان‌ها (۲۰۱۳) و ما نجیب هستیم (۲۰۱۳) ظاهر شد. او یک زن ترنس است.
گاسکون برای به تصویر کشیدن شخصیت اصلی فیلم جنایی موزیکال امیلیا پرز (۲۰۲۴) توجه زیادی را به خود جلب کرد. برای این نقش، او به‌طور مشترک با هم‌بازی‌هایش برنده جایزه بهترین بازیگر زن جشنواره کن شد و نخستین بازیگر زن تراجنسیتی شد که برنده این جایزه می‌شود. او همچنین نخستین بازیگر زن آشکارا تراجنسیتی شد که نامزد جایزه اسکار بهترین بازیگر زن می‌شود.

## زندگی شخصی
گاسکون خود را «مکزیکی به‌وسیلهٔ فرزندخواندگی» می‌داند، زیرا او سال‌ها در مکزیک زندگی و کار کرده است. او یک بودایی نیچیرن است. تا سال ۲۰۲۵ اعلام شد که او در الکوبنداز زندگی می‌کند.
گاسکون با ماریسا گوتیرز ازدواج کرده است که او را در سن ۱۹ سالگی در یک باشگاه شبانه در زادگاهش ملاقات کرد. آنها با هم یک دختر دارند که در سال ۲۰۱۱ به دنیا آمده است.

## اظهارات جنجالی
در ژانویهٔ ۲۰۲۵ پس از نامزدی اسکار گاسکون در رشتهٔ بهترین بازیگر زن برای امیلیا پرز، کاربران شبکه‌های اجتماعی مجموعه‌ای از فرسته‌های گاسکون را بین سال‌های ۲۰۱۹ تا ۲۰۲۱ منتشر کردند. مشخص شد که این فرسته‌ها حاوی نفرت‌پراکنی علیه طیف گسترده‌ای از جوامع هستند که شامل فرسته‌های اسلام‌هراسی، نژادپرستی، همجنس‌گراهراسی، بدن‌نکوهی و چینی‌ستیزی می‌شوند. او در ایکس اسلام را «کانون سرایت مرض برای بشریت» توصیف کرد، و یک فرستهٔ دیگرش در واکنش به نود و سومین دوره جوایز اسکار بود که نوشته بود این مراسم به «جشنواره آفریقایی-کره‌ای»، محل «تظاهر جان سیاه‌پوستان مهم است» یا روز جهانی زن تبدیل شده است. در پی واکنش‌های پس از آن، گاسکون توییت‌ها را حذف و عذرخواهی کرد. او حساب ایکس خود را روز بعد غیرفعال کرد.